# العلاقات القطرية الكورية الشمالية
العلاقات القطرية الكورية الشمالية هي العلاقات الثنائية التي تجمع بين قطر وكوريا الشمالية.

## مقارنة بين البلدين
هذه مقارنة عامة ومرجعية للدولتين:
| وجه المقارنة                                              | قطر           | كوريا الشمالية                        |
| --------------------------------------------------------- | ------------- | ------------------------------------- |
| المساحة (كم2)                                             | 11.44 ألف     | 120.54 ألف                            |
| عدد السكان (نسمة)                                         | 2.64 مليون    | 25.49 مليون                           |
| الكثافة السكانية (ن./كم²)                                 | 230.77        | 211.47                                |
| العاصمة                                                   | الدوحة        | بيونغيانغ                             |
| اللغة الرسمية                                             | اللغة العربية | لغة كوريا الشمالية القياسية ‏          |
| العملة                                                    | ريال قطري     | وون كوري شمالي                        |
| الناتج المحلي الإجمالي (بليون دولار)                      | 167.61 مليار  |                                       |
| الناتج المحلي الإجمالي (تعادل القوة الشرائية) بليون دولار | 316.40 مليار  |                                       |
| الناتج المحلي الإجمالي الاسمي للفرد دولار أمريكي          | 73.65 ألف     |                                       |
| الناتج المحلي الإجمالي للفرد دولار أمريكي                 | 141.54 ألف    |                                       |
| مؤشر التنمية البشرية                                      | 0.850         |                                       |
| رمز المكالمات الدولي                                      | +974          | +850                                  |
| رمز الإنترنت                                              | .qa           | .kp                                   |
| المنطقة الزمنية                                           | ت ع م+03:00   | ت ع م+08:30، ت ع م+08:30، ت ع م+09:00 |

## منظمات دولية مشتركة
يشترك البلدان في عضوية مجموعة من المنظمات الدولية، منها:
| علم المنظمة | اسم المنظمة                   | تاريخ انضمام قطر | تاريخ انضمام كوريا الشمالية |
| ----------- | ----------------------------- | ---------------- | --------------------------- |
|             | يونسكو                        | 27 يناير 1972    | 18 أكتوبر 1974              |
|             | الاتحاد الدولي للاتصالات      | 27 مارس 1973     | ?                           |
|             | الاتحاد البريدي العالمي       | ?                | ?                           |
|             | الأمم المتحدة                 | 21 سبتمبر 1971   | 17 سبتمبر 1991              |
|             | المنظمة الهيدروغرافية الدولية | ?                | ?                           |

## وصلات خارجية
- موقع وزارة الخارجية القطرية
- موقع وزارة الخارجية الكورية الشمالية